# Solidaridad (Brasil)
Solidaridad (en portugués: Solidariedade, SD) es un partido político brasileño, aprobado por el TSE en septiembre de 2013, su número electoral es el 77.
Su presidente nacional y principal articulador es Paulo Pereira da Silva, sindicalista y presidente licenciado de la Força Sindical. Actualmente, el Solidaridad posee más de 200 mil miembros afiliados.

## Historia
Con buena parte de sus dirigentes provenientes del movimiento sindical brasileño, Solidaridad nació alineado a las banderas de los trabajadores del país y de los movimientos sociales.
Dirigentes de Solidaridad pidieron su registro en el Tribunal Superior Electoral en junio de 2013 y el fue partido aprobado en la sesión del TSE del 24 de septiembre de 2013.

## Ideología
La ideología de la solidaridad es de centro a centroizquierda. Tomando parte de sus dichos de partidos del "Centrão". Esta ideología se basa en sus raíces, pues fue fundado por líderes sindicales y dirigentes de movimientos sociales, así como miembros de otros partidos con la ideología de centro, centro-izquierda y de izquierda.
Solidaridad lucha por los derechos laborales, humanismo y justicia social, lo que lo coloca con su ideología más orientada a centroizquierda.

## Elecciones de 2014
Las primeras elecciones de Solidaridad fueron las elecciones generales de 2014, en las que se votó el presidente de la república, los gobernadores, los senadores, los diputados federales y los diputados estatales. En la votación para presidente, Solidaridad apoyó a Aécio Neves (PSDB), candidato de oposición gobierno Dilma Rousseff. En la primera vuelta, integró la coalición Cambia Brasil (Muda Brasil), formada también por PSDB, DEM, PEN, PMN, PTN, PTC, PTB y PTdoB (9 partidos).
En las elecciones de 2014, el Solidaridad lanzó pocos candidatos a gobernador, vice, senador (y suplentes), pues en casi todos los Estados formaba parte de coaliciones grandes, en que los partidos negociaban entre sí los cargos de la fórmula. Solidaridad solo lanzó un candidato a gobernador y tuvo solamente cuatro candidatos a vicegobernador. Para el cargo de senador, la sigla tampoco obtuvo mucho espacio en las coaliciones, logrando solo un candidato a titular, dos a primeros suplentes y uno a segundo suplente. En Pará había la posibilidad de que Solidaridad tuviera una candidata a senadora y también a suplentes, pero éstos fueron rechazados por el TSE por problemas en la documentación.
Los siguientes candidatos fueron registrados en 2014, algunos aprobados por el TSE, otros bajo el análisis de ese Tribunal.
| Candidato a gobernador por Solidaridad - TO - Sandoval Cardoso (coalición El cambio que la gente ve - 17 partidos; el vice es del PDT) Candidatos a vicegobernadores por Solidaridad - AM - Henrique Oliveira (coalición Haciendo Más por Nuestra Gente - 16 partidos; el titular es del PROS) - AP - Wagner Gomes (coalición Juntos por el Desarrollo, la Paz y la Vida - 4 partidos; el titular es del PSD) - GO - Armando Vergílio (coalición Amor por Goiás - 7 partidos; el titular es del PMDB) - RS - Cassiá Carpes (coalición Esperanza que Une a Río Grande - 4 partidos; el titular es del PP) | Candidato a senador por Solidaridad - TO - Eduardo Gomes (coalición El cambio que la gente ve - 17 partidos) Candidatos a 1.os suplentes de senadores por Solidaridad - AL - Dra. Eudócia (coalición Juntos con el Pueblo por la Mejora de Alagoas - 9 partidos; el titular es de DEM) - MT - Manoel de Souza (coalición Viva Mato Grosso - 6 partidos; el titular es del PSD) Candidato a 2.o suplente de senador por Solidaridad - DF - Fadi Faraj (coalición Somos Todos Brasília - 4 partidos; el titular es del PDT) |

A pesar de tener solo un candidato a gobernador por la propia sigla, en todas las 27 unidades federativas el Solidaridad apoyó a algún candidato al cargo, directa o indirectamente. Solo en Rondônia no estuvo en la coalición mayoritaria (para gobernador), pero estuvo en la coalición proporcional (para diputados) asociada al candidato a gobernador por el PSDB.
El partido participó formalmente de diez coaliciones mayoritarias que apoyan candidatos a gobernadores cuyos partidos apoyaron nacionalmente la candidatura de Aécio Neves a la Presidencia de la República: ocho del PSDB (AC, MG, MS, PA, PB, SC, SP y PR), uno de DEM (BA) y uno de la propia Solidaridad (TO).
Solidaridad apoyó también a 12 candidatos de partidos que nacionalmente apoyaron la candidatura de Dilma Rousseff (PT) a la reelección: 4 del PMDB (ES, GO, RJ y RN), 2 del PT (CE y PI), 2 del PSD (AP y MT), 2 del PP (AL y RS), 1 del PCdoB (MA) y 1 de PROS (AM). En el DF, en PE y en RR el SD apoyó a candidatos a gobernador del PSB y, en SE, apoyó al candidato del PSC (que lanzó al Pastor Everaldo a la presidenta).

## Participación del partido en las elecciones presidenciales
| Año  | Imagen | Candidato a presidente | Candidato a vicepresidente | Coalición                                      | Votos      | %     | Posición |
| ---- | ------ | ---------------------- | -------------------------- | ---------------------------------------------- | ---------- | ----- | -------- |
| 2014 |        | Aécio Neves (PSDB)     | Aloysio Nunes (PSDB)       | PSDB, PMN, SD, DEM, PEN, PTN, PTB, PTC y PTdoB | 51.036.040 | 48,36 | 2º       |
| 2018 |        | Geraldo Alckmin (PSDB) | Ana Amélia (PP)            | PSDB, PP, PR, PRB, PSD, SD, DEM, PTB y PPS     | 5.096.349  | 4,76  | 4º       |
| 2022 |        | Lula da Silva (PT)     | Geraldo Alckmin (PSB)      | PT, PCdoB, PV, PSB, SD, REDE y PSOL            | 60.264.067 | 50,90 | 1°       |